# 마음의 파수꾼
"마음의 파수꾼"은 1992년에 개봉한 대한민국의 영화이다.

## 줄거리
시나리오 작가 혜련은 우연한 자동차 사고로 재우라는 청년과 운명적인 만남을 갖고 재우의 다리가 완치될 때까지 자신의 집에 머물게 한다. 그러나 재우의 다리가 완쾌되어 갈수록 알 수 없는 초조감에 휩싸이는 혜련은 그의 자립을 위해 영화배우의 길을 주선, 스타덤에 오르게 한다. 그리고 혜련과 재우는 함께하는 시간이 많아짐에 따라 그들 사이에는 점차 미묘하고 복잡한 감정이 흐르게 된다. 그러나 혜련과 그녀의 애인 대중과의 갈등이 심화되고, 전 남편의 자살, 이용진 사장의 피살, 전 남편을 뺏어간 그녀 후배의 교통 사고가 잇달아 발생한다. 혜련에 대한 사랑이 삶의 유일한 목적이 되어버린 재우는 자신의 슬픔과 상처, 그리고 병적인 애정이 그녀를 더욱 힘들게 했다는 것을 깨닫고 그녀의 곁을 떠난다. 그리고 재우가 떠난 뒤에야 혜련은 재우의 사랑을 깨닫고 그를 완전히 받아들인다.

## 캐스팅
- 김구미자 - 혜련 역
- 김민종  - 재우 역
- 이승철
- 신미아 - 신기자 역
- 최종원
- 김문희
- 최성
- 임옥경
- 윤종수
- 김일우
- 안진수
- 신동욱
- 장일환
- 박민
- 조일섭
- 이지선

## 수상 정보
- 1993년 17회 황금촬영상 시상식(촬영상-신인상)